# Вертикальна ферма
Вертикальна ферма — узагальнена назва високоавтоматизованого агропромислового комплексу, розміщеного в спеціально спроєктованій висотній будівлі, а також назва самої будівлі. Головна відмінність вертикальних ферм від традиційних тепличних господарств і тваринницьких ферм — це інтенсивний підхід до використання території, вертикальне багатоярусне розміщення насаджень. Сам термін та ідею розробив і виклав у своїй монографії професор Колумбійського Університету Д. Деспомьє.
По суті, ферма є багатоярусною теплицею.
Через те, що вертикальні ферми від самого початку плануються як елемент міського середовища, їх архітектурному виконанню надають велику увагу. Проте Кімбал Маск пропонує (це вже реальність) вертикальні ферми в звичайних контейнерах (Square Roots).
Передумовою для розробки подібних проєктів послугувало постійне зростання населення планети, яке в осяжному майбутньому призведе до недостачі територій сільськогосподарського призначення.

## Основні типи

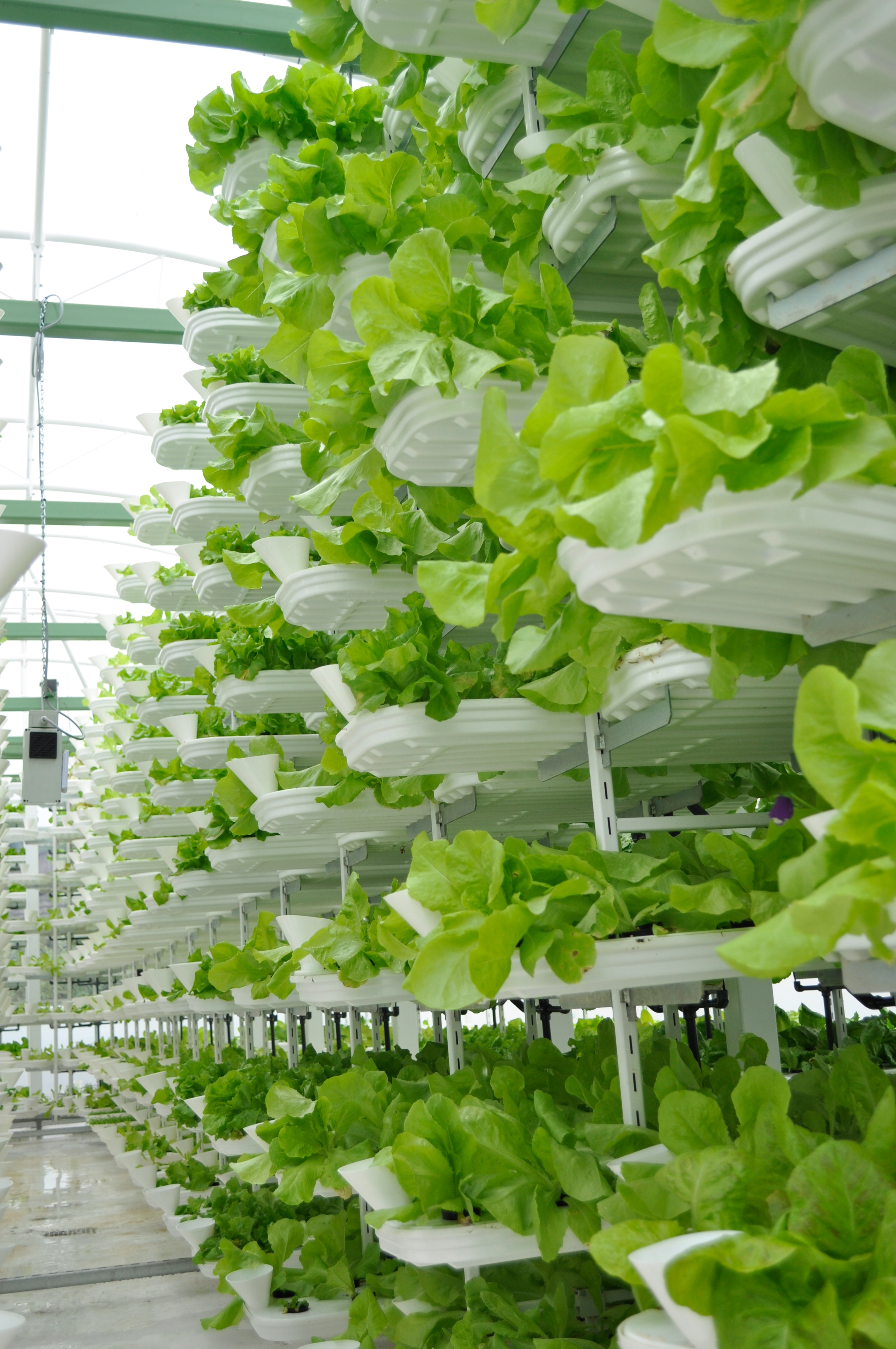
Метод вирощування VertiCrop

На цей момент можна виділити такі основні типи вертикальних ферм:
1. Ферми, що спеціалізуються виключно на рослинництві (як правило це гідропоніка)
2. Сільськогосподарські ферми, що займаються рослинництвом і тваринництвом.

## Узагальнені характеристики проєктів вертикальних ферм
- Повна енергетична незалежність, завдяки використанню сонячної та вітрової енергії;
- системи збору й очистки води, переробки СО2 і відходів, використання енергії біомаси;
- гнучка конструкція і можливість встановлення додаткових модулів;
- зелені сади, вертикальні гідропонні й аеропонні ділянки для вирощування рослин і зернових культур, басейни з рибою, ферми з тваринами.

## Відомі проєкти
На сьогодні є декілька проєктів (в основному, як концепції та ескізи) вертикальних ферм, з-поміж котрих можна виокремити такі:
- Вертикальна ферма «Бабка» (англ. Dragonfly) бельгійського архітектора Вінсена Каллебо́ (Vincent Callebaut).

Свою назву «Бабка» вертикальна ферма-хмарочос отримав за форму у вигляді гігантських крил бабки, складених разом заввишки в 600 метрів. Поверховість будівлі — 132 поверхи. Передбачається, що будівля повністю забезпечуватиме себе енергією за рахунок сонця і вітру. Місце для будівництва передбачене на острові Рузвельта, практично в центрі Нью-Йорка (між Мангеттеном і Лонг-Айлендом).
- Вертикальна ферма «Plantagon», концепт якої був представлений шведсько-американською компанією «Plantagon», являє собою сферичний купол, всередині якого розміщена спіральна платформа, на якій і відбувається вирощування рослин.

- Вертикальна ферма Circular Symbiosis Tower, концепт південнокорейських архітекторів.

На відміну від всіх подібних проєктів вертикальних ферм, які передбачають їх розміщення в міському середовищі, проєкт південнокорейських архітекторів «Circular Symbiosis Tower» передбачений для створення нового вигляду сільських поселень.
Хмарочос складається з платформ, розташованих по спіралі навколо несучого ядра будівлі.
На цих платформах планується розведення кормових рослин і вільний випас корів. Після тридцяти днів випасу великої рогатої худоби він переводиться на інший рівень, а на цей запускаються вівці або інші тварини, які здатні споживати укорочені частини зелених рослин.
Проєкт вертикальної ферми «Circular Symbiosis Tower» є переможцем «2011 Skyscraper Competition».
- Висотний будинок-ферму «R4 apartment» від сінгапурської компанії «Surbana International Consultants» також можна віднести до категорії висотних ферм. Цей проєкт отримав головний приз «Skyrise Greenery Awards»* 2010 — нагороди, що присуджується за створення екологічних будівель.

### Книги
- Karin A. та ін. (2023). Vertical Green 2.0 – The Good, the Bad and the Science (англ.). Universitätsverlag der TU Berlin. ISBN 9783798332805,
- Kozai Toyoki (2018). Smart plant factory: the next generation indoor vertical farms. Springer, Singapore. ISBN 978-981-13-1065-2.
- Despommier Dickson D. (2011). The vertical farm: feeding the world in the 21st century (1st Picador ed). New York: Picador. ISBN 978-0-312-61069-2.

### Статті
- van Delden S. H.; SharathKumar M.; Butturini M. et al. (2021). Current status and future challenges in implementing and upscaling vertical farming systems. Nature Food (англ.) 2 (12). doi:10.1038/s43016-021-00402-w.
- Martin, Michael; Bustamante, Maria J. (2021). Growing-Service Systems: New Business Models for Modular Urban-Vertical Farming. Frontiers in Sustainable Food Systems 5. doi:10.3389/fsufs.2021.787281.
- Martin, Michael; Weidner, Till; Gullström, Charlie (2022). Estimating the Potential of Building Integration and Regional Synergies to Improve the Environmental Performance of Urban Vertical Farming. Frontiers in Sustainable Food Systems 6. doi:10.3389/fsufs.2022.849304.